# Hypopyra subpudens
Hypopyra subpudens är en fjärilsart som beskrevs av Embrik Strand 1914. Hypopyra subpudens ingår i släktet Hypopyra och familjen nattflyn. Inga underarter finns listade i Catalogue of Life.